# حسین‌آباد آقابیک
حسین‌آباد آقابیک (تربت جام)، روستایی از توابع بخش پائین جام شهرستان تربت جام در استان خراسان رضوی ایران است.

## جمعیت
این روستا در دهستان گل‌بانو قرار دارد و براساس سرشماری مرکز آمار ایران در سال ۱۳۸۵، جمعیت آن ۳۷۶ نفر (۷۱خانوار) بوده‌است.